# اوبردورنباخ
اوبردورنباخ (به آلمانی: Oberdürenbach) یک شهر در آلمان است که در اهرویلر واقع شده‌است. اوبردورنباخ ۶۱۴ نفر جمعیت دارد.